# Listă de compozitori de muzică cultă: P

## Pa
- Luis de Pablo (n. 1930)
- Johann Pachelbel (1653 - 1706)
- Giovanni Pacini (1796 - 1867)
- Fredrik Pacius (1809 - 1891)
- Ignacy Paderewski (1860 - 1941)
- Niccolò Paganini (1782 - 1840)
- Younghi Pagh-Paan (n. 1945)
- John Knowles Paine (1839 - 1906)
- Jacques Paisible (ca. 1650 - 1721)
- Giovanni Paisiello (1740 - 1816)
- Sachari Paliaschwili (1871 - 1933)
- Giovanni Pierluigi da Palestrina (~1525 - 1594)
- Selim Palmgren (1878 - 1951)
- Anton Pann (1794/1797 - 1854)
- Andrzej Panufnik (1914 - 1991)
- Boris Papandopulo (1906- 1991)
- Hubert Parry (1848 - 1918)
- Arvo Pärt (n. 1935)
- Harry Partch (1901 - 1976)
- Bernardo Pasquini (1637 - 1710)
- Alexandru Pașcanu (1920 - 1989)
- Conrad Paumann (1410/1415 - 1473)
- Emil Paur (1855-1932)
- Juan Carlos Paz (1901-1972)

## Pe
- Martin Peerson (1572 - 1650)
- Flor Peeters (1903 - 1986)
- Nikolai Peiko (1916 - 1995)
- Dora Pejačević (1885 - 1923)
- Krzysztof Penderecki (* 1933)
- Ernst Pepping (1901 - 1981)
- Johann Christoph Pepusch (1667 - 1752)
- Giovanni Battista Pergolesi (1710 - 1736)
- Piotr Perkowski (1901 - 1990)
- Jacopo Peri (1561 - 1633)
- Ionel Perlea (1900 - 1970)
- Pérotin (activ in jurul anului 1200)
- Giacomo Antonio Perti (1661 - 1756)
- Valentin Petculescu (n. 1947)
- Wilhelm Petersen (1890 - 1957)
- Wilhelm Peterson-Berger (1867 - 1942)
- Goffredo Petrassi (1904 - 2003)
- Norbert Petri (1912 - 1978)
- Allan Pettersson (1911 - 1980)
- Johann Christoph Pez (1664-1716)

## Pf
- Hans Pfitzner (1869 - 1949)
- Ferdinand Pfohl (1862 - 1949)

## Ph
- Pierre Phalese (~1580)
- Pierre Philidor (1681-1731)

## Pi
- Astor Piazzolla (1921 - 1992)
- Niccolò Piccinni (1728 - 1800)
- Gabriel Pierné (1863 - 1937)
- Willem Pijper (1894 - 1947)
- Matthias Pintscher (* 1971)
- Matthaeus Pipelare (~1500)
- Johannn Georg Pisendel (1687 - 1755)
- Walter Piston (1894 - 1976)
- Carlfriedrich Pistor (1884 - 1969)
- Ildebrando Pizzetti (1880 - 1968)

## Pl
- Giovanni Platti ((1697 - 1763)
- Ignaz Pleyel (1757 - 1831)

## Po
- Alessandro Poglietti (d. 1683)
- Manuel Maria Ponce (1882 - 1948)
- Amilcare Ponchielli (1834 - 1886)
- Doru Popovici (n. 1932)
- Nicola Porpora (1686 - 1768)
- Hercole Porta (~1610)
- Ciprian Porumbescu (1853 - 1883)
- Isaac Posch (d. ~ 1623)
- Francis Poulenc (1899 - 1963)
- Henri Pousseur (n. 1929)

## Pr
- Hieronymus Praetorius (1586 - 1651)
- Michael Praetorius (1571 - 1621)
- Johannes Prioris (~1440 - ~1514)
- Heinrich Proch (1809 - 1878)
- Serghei Prokofiev (1891 - 1953)
- Pierre Prowo (1697 - 1757)

## Pu
- Giacomo Puccini (1858 - 1924)
- Friedrich Puetz (* 1950)
- Daniel Purcell (1663 - 1717)
- Henry Purcell (1659 - 1695)